# Governatorato di Wadi al-Jadid
Il governatorato di Wādī al-Jadīd (in arabo  محافظة الوادي الجديد‎?, Muḥāfaẓat al-Wādī al-ǧadīd) è un governatorato dell'Egitto che si trova nel sud-ovest del paese, nel Deserto occidentale. Con una superficie di 440 098 km², una volta e mezzo l'Italia, è il governatorato più esteso dell'Egitto. Il capoluogo è la città di Kharga, situata nella oasi omonima.
Nel territorio del governatorato si trovano altre tre importanti oasi del Deserto occidentale: Farafra, Dakhla e Kharga.
La densità è pari a circa 0,425 abitanti ogni chilometro quadrato di superficie.